# Il Capitano

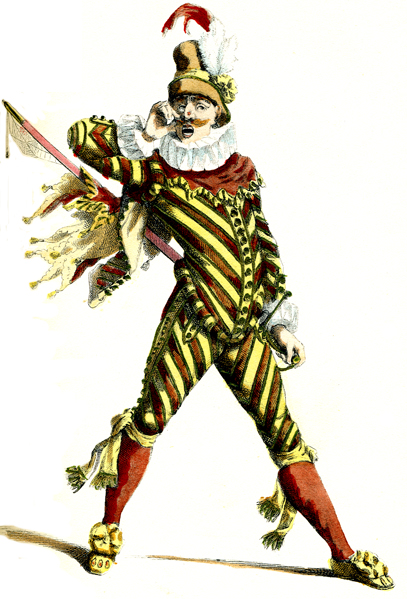
Il Capitano, Zeichnung von Maurice Sand

Il Capitano, auch Capitano Spavento etc., ist eine Figur oder Maske aus der italienischen Commedia dell’arte.
Seine Vorfahren betraten schon in der Antike als Miles Gloriosus des Plautus und Figuren anderer Schriftsteller die Bühne. Es handelt sich dabei um den Typus des Maulhelden und Aufschneiders, der meist als ein (ehemaliger) Soldat oder Seemann auftritt. Er bedient sich gelegentlich auch anderer Namen wie Capitano Corazza, Capitano Cardone, Rinoceronte, Terremoto, Spezzaferro, Spaccamonti, Rodomonte, die ihn oft noch etwas genauer beschreiben. Ihm sind im Allgemeinen die Eigenschaften der Prahlerei, der Grausamkeit, der Gier, der Niedertracht und des Hochmuts, gepaart mit einer außerordentlichen Feigheit eigen.
In der Commedia dell’arte taucht Il Capitano Mitte des 16. Jahrhunderts im Kostüm der spanischen oder französischen Soldaten auf, die um diese Zeit nahezu regelmäßige, aber ungeliebte Gäste in Italien waren. Man darf diese Karikatur der Besatzer durchaus auch als einen Protest der Italiener gegen die missliebigen Besatzer verstehen. Als die Verkörperung unseres Helden auf der Bühne galt um 1600 Francesco Andreini, der Leiter der damals wichtigsten Stegreiftheatertruppe, der Compagnia dei Comici Gelosi. Dieser widmete seiner Rolle das 1607 in Venedig erschienene Buch Le bravure del Capitano Spavento di Francesco Andreini da Pistoia Comico Geloso divise in molti ragionamenti in forma di dialogo.
Die Figur diente in diesen kriegerischen Zeiten auch in anderen europäischen Ländern als literarisches Vorbild. Ihre Züge lassen sich unschwer in Shakespeares Falstaff, Cervantes Don Quijote, Gryphius’ Horribilicribrifax oder Corneilles Matamore in L’Illusion comique wiederfinden.